# Thomas Middleton
Thomas Middleton, född omkring 1570, troligen i London, död 1627 i London, var en engelsk dramatiker.

## Biografi
Middleton blev 1620 stadens historiograf och anordnade även åtskilliga festspel för den (11 finns kvar). Middleton var en av sin tids mest betydande dramatiker; dels ensam, dels i samarbete med andra skrev han en lång rad dramer. Han och Dekker är båda berömda skildrare av Londonlivet. Middleton tecknar detta liv ännu mera krasst realistiskt än Dekker. 
Hans dramer äger därför högt kulturhistoriskt värde. Det äldsta är The old law (1599). Hans produktivaste period inföll 1607-11, då han skrev Michaelmas terme (1607), The Phoenix (samma år), The famelie of love (1608), A Mad World, My Masters (samma år), A Trick to Catch the Old One (samma år) och The Roaring Girl (1611; tillsammans med Dekker).
Detta var komedier i en starkt realistisk stil. På grund av den smakförändring, som försiggick bland publiken, skrev Middleton sina senare dramer i det spanska maner, som Fletcher infört i England. Sina bästa arbeten skrev han tillsammans med Rowley: A fair quarrel (tryckt 1617), The world lost at Tennis (1620) och The changeling (uppförd 1624, tryckt 1653). 
Den senare är, jämte The spanish gipsie (uppförd 1623, tryckt 1653), hans viktigasta drama. Stort uppseende väckte A game at chess (1624), ett allegorisk-satiriskt drama över det då kritiska förhållandet mellan Spanien och England, som för en tid förbjöds på spanske ministerns begäran. 
Middletons dikter och prosaarbeten är inte lika kända. Hans arbeten har utgivits av Dyce (5 band, 1840) och av A.H. Bullen (8 band, 1885-86), The best plays of Thomas Middleton utgavs i "Memorial series" 1887 av Havelock Ellis med inledning av A.C. Swinburne.